# Phyllonoma cacuminis
Phyllonoma cacuminis  es una especie de planta en la familia Phyllonomaceae. Es un árbol endémico de Guatemala que fue únicamente registrado en el bosque nuboso de la Sierra de las Minas en los departamentos de Baja Verapaz y Zacapa. Crece a una altitud de 2000 a 2600 m s. n. m. y puede alcanzar una altura de 14 m.